# Heliconius dione
Heliconius dione är en fjärilsart som beskrevs av Heinrich Neustetter 1908. Heliconius dione ingår i släktet Heliconius och familjen praktfjärilar. Inga underarter finns listade i Catalogue of Life.